# Gennareniello
Gennareniello è una commedia di Eduardo De Filippo rappresentata la prima volta nel 1932 e inserita dallo stesso autore nel gruppo di opere che ha chiamato Cantata dei giorni pari.
Dall’atto unico Eduardo trasse il soggetto per uno dei due episodi del film da lui stesso diretto nel 1952 Marito e moglie.

## Trama
Su una caratteristica terrazza napoletana, ingombra di panni stesi ad asciugare, vasi di piante aromatiche e di fiori, vecchi arnesi e mobili d'accatto, Gennaro, un uomo ormai avanti negli anni, conversa scherzosamente con l'inquilina dell'appartamento di fronte, una giovane e chiacchierata dattilografa che si affaccia dalla finestra che dà sulla terrazza. Concetta, sua moglie, che già da tempo non sopporta le smancerie della signorina, è una tipica casalinga sulle cui spalle ricade tutto il peso dell'andamento familiare e della cura del figlio Tommasino, un giovane ritardato, quasi cieco, d'impaccio a tutti e sempre occupato a masticare per una fame insaziabile. Sono parole scherzose quelle di Gennaro, ma che nascondono un certo interesse maschile, che trovano accoglienza civettuola dalla giovane che provoca con i suoi atteggiamenti il protagonista della commedia, dentro di sé convinto, benché sostenga il contrario rimpiangendo gli anni ruggenti della sua giovinezza ormai passata, di essere un uomo ancora interessante.
Tanto più che egli si presenta come geniale inventore di strambi ritrovati, i cui disegni "tecnici" sono affidati a un inquilino della casa, sempre in arretrato con la pigione: uno scalcinato maestro di disegno, amico e stimatore delle croste che dipinge la sorella zitella, con pretese artistiche, di Gennaro. L'amico che loda le invenzioni leonardesche di Gennaro ha trovato un "ingegnere" del nord che potrà valutare il ritrovato destinato a impedire le forature degli pneumatici delle auto e che ha invitato a casa da Gennaro per un migliore esame del marchingegno.
I due si ritrovano sulla terrazza con il presunto ingegnere, in realtà un semplice rappresentante di commercio, che più che interessarsi ai disegni tecnici apprezza la figura della ragazza affacciata alla finestra che continua il gioco del corteggiamento con Gennaro sino a spingersi a invitarlo a baciarla. Fingendo ritrosia, Gennaro  si arrampica su una sedia e la bacia in viso più volte tra gli applausi ironici dei due amici. Concetta, che si trova casualmente ad assistere a questo spettacolo con alle costole l'affamato Tommasino, reagisce violentemente prendendosela con la signorina, dandole della poco di buono, e con il marito, chiamandolo "vecchio vizioso". Gennaro, svergognato di fronte ai presenti, e offeso per quello che voleva far passare per uno scherzo innocente, abbandona il tetto coniugale per farla finita con una vita di incomprensioni. I due che hanno spinto Gennaro allo scherzo ora si sentono in colpa e riportano con la forza sulla terrazza il marito; abbigliatolo con oggetti di fortuna lo presentano alla moglie come un giovanotto di primo pelo, non più Gennaro, Gennareniello. Di fronte alla visione del marito sconsolato e umiliato dalla presa in giro dei due, Concetta reagisce con violenza cacciandoli e difendendo la dignità del suo uomo.

## Analisi
La commedia breve, apparentemente inconsistente nella trama e leggera per le figure comiche di Tommasino e della sorella zitella di Gennaro, è invece intrisa da una profonda melanconia dell'autore nei confronti di quegli uomini che, sempre attratti dalle grazie femminili e dalle lusinghe della giovinezza, non si rassegnano al passare del tempo e vivono in una famiglia che, essi pensano, non li circonda dell'amore e della considerazione che desidererebbero. Essi si sentono, ancora gennarenielli, ma senza reali speranze per l'avvenire, non si rendono conto, o non vogliono, di essere diventati, quello che forse sono sempre stati, dei poveri gennari. Tutti sembrano stimarli, l'inquilino pensionante, l'"ingegnere" del nord, meno i propri familiari e così apparentemente anche la moglie che solo nella difficoltà e di fronte all'offesa degli altri, reagisce difendendo il marito, mostrando in fondo di stimarlo. Ma forse è piuttosto per la lunga convivenza che alla fine, quasi per abitudine, le compagne della loro vita li proteggono sentendoli ormai come una parte di loro stessi.
Gennaro in silenzio chiede perdono a Concetta che, per pietà mista ad amore coniugale, vedendo ancora in lui il Gennareniello che era, abbraccia il suo uomo per quello che è diventato e per quello che avrebbe voluto essere, e al quale si sente ancora legata per tutta la vita lungamente insieme trascorsa.